# Tijat
Koordinati:   43°43′15″N, 15°45′43″E
Tijat (tudi Zeleni Zmajan, Mali Zmajan) je nenaseljen otoček s površino 2,86 km² v šibeniškem arhipelagu. Otok, na katerem stoji svetilnik, leži južno od mesta Vodice, severno od Zmajana in zahodno od Prvića. Najvišji vrh je Vela Glava, ki doseže višino 121 mnm.
V reliefu otočka sta dva vzporedna niza gričev, med katerima leži dolina, poraščena z makijo. Ostali deli otoka so kamniti in porasli s suho travo. Med rtoma Gaćice in Tijašćica je nenaseljen zaliv Tijašćica, na koncu katerega se nahaja sidrišče. Na obali sidrišča je rezervoar z vodo. Globina morja na sidrišču je do 7 m.
Na vrhu Vele Glave so 3. marca 1939 postavili velik železni križ. Pri urejanju prostora za postavitev križa so naleteli na grob z napisi v glagolici.
V prejšnjih stoletjih so na Tijatu, ki je graje iz apnenčnih kamenin žgali apno za potrebe Šibenika.
Iz pomorske karte je razvidno, da svetilnik, ki stoji na rtu Tijašćica, oddaja svetlobni signal: B Bl(3) 10s. Nazivni domet svetilnika je 7 milj.